# كين سورنسن
كين سورنسن (بالإنجليزية: Ken Sorensen)‏ هو سياسي أمريكي، ولد في 4 نوفمبر 1934 في شيكاغو في الولايات المتحدة، وتوفي في 6 يوليو 2012 في الولايات المتحدة. حزبياً، نشط في الحزب الجمهوري. وقد انتخب عضو مجلس نواب فلوريدا.